# Man-ga
Man-ga è stata, inizialmente, un'emittente televisiva italiana completamente dedicata all'animazione giapponese sia di culto che di recente produzione destinata a un pubblico adulto e di adolescenti; era disponibile dal 1º luglio 2010 al 1º luglio 2020 sulla piattaforma satellitare Sky Italia. Il canale era realizzato in collaborazione con Yamato Video e riprendeva il nome della rivista Man·ga!, pubblicata dal 1997 al 2001, la cui redazione era composta principalmente dallo staff di Yamato Video.
Dal 3 luglio 2017 il canale passa al formato panoramico 16:9, cambiando anche logo.
Dal 4 giugno 2018 si trasferisce al canale 133.
Il 1º luglio 2020 Man-ga ha chiuso i battenti come canale televisivo a sé stante, per poi ritornare esattamente un anno dopo in forma di contenitore su Sky Serie, Sky On Demand e Now.
Il 29 luglio 2025 il ministero delle Imprese e del Made In Italy rilascia un foglio dove, tra i vari canali, c’è scritto che la LCN 236 è passata dal nome “ITALIA TV 3” a “MAN-GA”e di conseguenza è cambiato anche l’editore del canale da “C.R.T. Consorzio Reti Televisive S.r.l.” a “Yamato S.r.l.” Il 4 agosto 2025, Yamato Video S.r.l. Comunica tramite Social postando su Instagram e Facebook (quest’ultimo insieme alla pagina Facebook di Man-ga) una Foto con su scritto il numero 236 e nella descrizione Yamato Video scrive Man-ga e in Giapponese la scritta “continua”

## Programmazione
Le trasmissioni di Man-ga iniziarono il 1º luglio 2010, ed il primo programma trasmesso è stato un episodio della serie animata Lamù, dal titolo "Dilettanti allo sbaraglio".
La grafica del canale televisivo era di chiara ispirazione giapponese, utilizzando stacchetti con musica tradizionale nipponica in sottofondo, mentre la grafica per la promozione dei programmi trasmessi da Man-ga utilizzavano tonalità di rosso e bianco che richiamano i colori del Sol Levante.

## Palinsesto
La programmazione di Man-ga comprendeva sia serie animate già trasmesse in passato da altre emittenti televisive italiane, che serie in esclusiva trasmesse in prima TV. Tutti i programmi erano rigorosamente non censurati, e dove disponibile, venivano trasmessi anche in lingua originale con i sottotitoli in italiano (nel caso in cui un episodio dell'anime trasmesso non sia mai stato doppiato perché censurato in passato). Ricalcando lo schema di molte televisioni tematiche, gli episodi di alcune serie animate venivano riproposti più volte in diverse fasce orarie nel corso della giornata, mentre gli episodi delle serie animate in esclusiva venivano trasmessi una volta alla settimana, generalmente in prima o seconda serata.
Nei primi mesi dalla nascita del canale, all'interno della pubblicità, appena prima e dopo i promo, venivano trasmessi video tratti da concerti di idol (gli unici disponibili sono stati quelli delle AKB48).

### Prime TV
- Alpen Rose (ep. 15)
- Anonymous Noise
- Antique Bakery
- Aquarion Logos
- Assassination Classroom
- Assassination Classroom: Korosensei Quest
- Atom: The Beginning
- BBK/BRNK
- Beelzebub
- Berserk - L'epoca d'oro
- BOFURI
- Capitan Harlock - Il mistero dell'Arcadia
- Capricciosa Orange Road (ep. 35 e 37)
- Cardcaptor Sakura: Clear Card
- Carletto il principe dei mostri (ep. 105-188)
- Cells at Work! - Lavori in corpo
- Che famiglia è questa Family! (ep. 3)
- Cheer Boys!!
- Claymore
- Space Adventure Cobra
- Comic Party (stagione 1)
- Cutie Honey Universe
- Dancouga NOVA
- Dancouga
- Danganronpa: The Animation
- Danganronpa 3: The End of Hope's Peak Academy
- Dear Boys
- Devil Lady
- Devil May Cry
- Diabolik Lovers More, Blood
- È sbagliato cercare di incontrare ragazze in un Dungeon
- ēlDLIVE
- Fire Force
- Food Wars! Shokugeki no Soma
- Fullmetal Alchemist: Brotherhood (ep. 64)
- Gangsta
- Getter Robot - The Last Day
- Glass Maiden
- Godannar
- Gun Frontier
- Haikyu!! - L'asso del volley
- Heavy Object
- Highschool of the Dead
- High School DxD BorN
- Hina Logic from Luck and Logic
- I Cavalieri dello zodiaco - The Lost Canvas
- Il conte di Montecristo
- Il grande sogno di Maya (ep. 23)
- Il pazzo mondo di Go Nagai
- Il prode Raideen
- In realtà io sono...
- Ken il guerriero: La leggenda di Raoul il dominatore del cielo
- Ken il guerriero: Le origini del mito
- Kitaro dei cimiteri - Il film
- Kitaro e la maledizione del millennio
- Kirara
- Kujaku l'esorcista
- Kyashan il Mito
- Kyashan Sins
- Jin-Roh - Uomini e lupi
- L'epopea del cavaliere ripetente
- L'irresponsabile capitano Tylor (OAV)
- L'irresponsabile capitano Tylor
- La rivoluzione di Utena
- Eredi del buio
- Lamù la ragazza dello spazio (ep. 130-195)
- Le Chevalier D'Eon
- Le ragazze anelano alla landa selvaggia
- Love and Lies
- Luck & Logic
- Magic Kaito 1412
- Mazinga Z (ep. 4-5, 14, 28, 38, 57-92)
- Mazinger Edition Z: The Impact!
- Mazinkaiser
- Mazinkaiser SKL
- MIX: MEISEI STORY
- Mononokean l'imbronciato
- My Santa
- Nadia - Il mistero della pietra azzurra (ep. 34)
- Ninja Scroll - Il capitolo del gioiello del drago
- Oh, mia dea! - The Movie
- Overlord
- Pandora Hearts
- Paranoia Agent
- Patlabor
- Plunderer
- Prince of Stride: Alternative
- Princess Principal
- Rainbow Days
- Rainy Cocoa
- Red Garden
- Regalia: The Three Sacred Stars
- Rin - Le figlie di Mnemosyne
- Sengoku Basara
- Servamp
- Shirobako
- Sol Bianca - L'Eredità Perduta
- Space Symphony Maetel - Galaxy Express 999 Outside
- Tecno Ninja Gatchaman
- Terror in Resonance
- The Galaxy Railways
- Time Bokan - Le macchine del tempo
- Trinity Blood
- Tutor Hitman Reborn!
- UFO Robot Goldrake (ep. 15, 59 e 71)
- Ultimate Otaku Teacher
- Ushio e Tora
- Vampire Princess Miyu
- Welcome to the NHK
- Wolf Girl & Black Prince
- Yattaman
- Yoko cacciatrice di demoni